# 歐登堡的亞歷山德拉
歐登堡的亞歷山德拉（德語：Alexandra von Oldenburg，1838年6月2日—1900年4月25日），歐登堡彼得·格奧爾基耶維奇公爵的長女，俄羅斯沙皇亞歷山大二世的弟媳。

## 家庭
1856年，亞歷山德拉與俄羅斯的尼古拉·尼古拉耶維奇大公結婚，兩人共有兩個兒子：
1. 尼古拉（1856年—1929年）
2. 彼得（1864年—1931年）